# 터미널 스피드
《터미널 스피드》(영어: Terminal Velocity→종단속도)는 미국에서 제작된 데런 서레이피언 감독의 1994년 액션 영화이다. 찰리 신 등이 출연하였고, 론 부스 등이 제작에 참여하였다.

## 출연
- 찰리 신
- 나스타샤 킨스키
- 제임스 갠돌피니
- 크리스토퍼 맥도널드
- 술리 매컬러
- 핸스 R. 하우스
- 멜빈 밴피블스
- 게리 불럭
- 마거릿 콜린
- 캐스린 더프룸
- 랜스 하워드
- 소피아 시너스
- 리처드 C. 서레이피언

## 기타 제작진
- 공동 제작: 조앤 브래드쇼
- 미술: 데이비드 L. 스나이더
- 의상: 포피 캐넌리스

## 우리말 녹음
| KBS 성우진 (1997년 9월 15일) - 김환진 - 디치(찰리 신) - 송도영 - 크리스(나스타샤 킨스키) - 유해무 - 핑크워터(제임스 갠돌피니) - 강구한 - 커(크리스토퍼 맥도널드) - 김규식 - 김창주 - 김정주 - 차명화 - 김순영 - 성완경 - 장호비 | SBS 성우진 (2005년 6월 18일) - 구자형 - 디치(찰리 신) - 문선희 - 크리스(나스타샤 킨스키) - 장광 - 핑크워터(제임스 갠돌피니) - 문영래 - 임성표 - 김태웅 - 김강산 - 정미연 - 신상숙 - 김호성 - 변영희 - 김지혜 - 채의진 |  |